# Aeschynit-(Ce)
Aeschynit-(Ce) je vzácný minerál ze skupiny oxidů. Jméno bylo odvozeno z řeckého slova αισχύνη – aischýni, což v překladu znamená hanba. Původ tohoto slova je spojen s neúspěchy extrakce prvků titanu od zirkonia a lanthanoidové skupiny. Prvně byl tento minerál mylně vykládán za minerál gadolinit, později se však ukázalo, že se liší chemickým složením a byl definován jako nový minerál s názvem „titanát zirkonia“. Švédský chemik Jöns Jacob Berzelius mu následně roku 1830 ustanovil název aeschynit. Po poslední revizi roku 1966 dle Levinsonovy nomenklatury pro minerály s REE se finálně pojmenoval jako aeschynit-(Ce).

## Vznik
Nejčastěji vzniká v nefelínických syenitech a masívech alkalických syenitů. Dále jej lze nalézt v granitických pegmatitech nebo v karbonatitech. Vzácnějším výskytem jsou rozsypová ložiska v písčitých, či štěrkových depozitech na dně řek, či jezer.

## Vlastnosti
- Fyzikální vlastnosti: Tvrdost kolísá mezi 5 až 6, štěpnost nedokonalá až nezřetelná podle {100}, lom lasturnatý, velmi křehký. Hustota byla vypočítána na 5,19 g/cm³. Je magnetický a slabě radioaktivní. Vlivem radioaktivity lze pozorovat metamiktizace.
- Optické vlastnosti: Barva: černý, hnědočerný, hnědý až nažloutlý. Průhledný až průsvitný, lesk voskový až diamantový, vryp hnědočerný.
- Chemické vlastnosti: Složení: Ca 3,93 %, Ce 27,50 %, Ti 27,41 %, Nb 7,60 %, Fe 1,83 %, H 0,33 %, O 31,40 %, s výskytem nečistot v podobě REE a Sn.

## Podobné minerály
Jeho yttriem bohatý analog je minerál aeschynit-(Y), je dimorfní s lucasitem-(Ce).

## Výskyt
- Typovou lokalitou tohoto minerálu je ložisko gadolinitu v Ilmenských horách, Jižní Ural, (Čeljabinská oblast) v Rusku.
- Jako česká lokalita pak stojí za zmínku Lysá Hora u Maršíkova, kde byl aeschynit-(Ce) objeven v beryl-columbitovém pegmatitu.
- Mezi další lokality patří například naleziště v Norsku, Švédsku, či státy Idaho nebo Colorado v USA.

## Parageneze
Vyskytuje se v asociaci s minerály jako jsou zirkon, samarskit, columbit, allanit, titanit společně s živci.